# Krężel (województwo zachodniopomorskie)
Krężel – wieś w Polsce, położona w województwie zachodniopomorskim, w powiecie gryfickim, w gminie Płoty.
W latach 1975–1998 miejscowość administracyjnie należała do województwa szczecińskiego.
W 2002 roku wieś liczyła 8 mieszkalnych budynków, w nich 8 mieszkań ogółem, z nich 8 zamieszkane stale. Z 8 mieszkań zamieszkanych 6 mieszkań wybudowany między 1918 a 1944 rokiem, 1 — między 1945 a 1970 i 1 — między 1979 a 1988.
Od 36 osób 7 było w wieku przedprodukcyjnym, 12 — w wieku produkcyjnym mobilnym, 5 — w wieku produkcyjnym niemobilnym, 12 — w wieku poprodukcyjnym. Od 33 osób w wieku 13 lat i więcej 1 miał wykształcenie wyższe, 5 — średnie, 8 — zasadnicze zawodowe, 16 — podstawowe ukończone i 3 — podstawowe nieukończone lub bez wykształcenia.

## Ludność[2]
W 2011 roku w miejscowości żyło 27 osób, z nich 11 mężczyzn i 16 kobiet; 6 było w wieku przedprodukcyjnym, 8 — w wieku produkcyjnym mobilnym, 7 — w wieku produkcyjnym niemobilnym, 6 — w wieku poprodukcyjnym.